# Ah, la paterna mano
Ah, La Paterna Mano é uma ária da ópera Macbeth. A ópera Macbeth foi composta por Giuseppe Verdi e estreada em 1847. Ela é baseada da peça teatral homônima de William Shakespeare.